# Old, New, Borrowed and Blue
Pour les articles homonymes, voir Old, New, Borrowed and Blue (homonymie).
Old, New, Borrowed and Blue est une compilation du groupe de heavy metal britannique Venom.

## Liste des morceaux
1. Countess Bathory
2. Skeletal Dance
3. Speed King
4. Welcome to Hell
5. Playtime
6. Die Hard
7. Clarisse
8. Hell Bent for Leather
9. Prime Evil
10. Teacher's Pet
11. School Daze
12. Faerie Tale
13. Megalomania
14. Temples of Ice
15. The Witching Hour